# Loi et Évangile (Cranach, Prague)
Ne doit pas être confondu avec la version de Gotha
Loi et Évangile (ou Loi et Grâce ; en allemand : Gesetz und Gnade) est considéré comme l'un des plus importants tableaux de Lucas Cranach l'Ancien. Cette œuvre, qui figure dans la collection de la Galerie nationale de Prague, est l'une des deux plus anciennes versions connues de ce thème — avec celle du Gotha —, et a été exécutée en 1529.
Elle est également appelée « le type de Prague » et a servi de modèle à une série d'autres peintures, dont une copie du début du XVIe siècle qui est également conservée dans la collection d'art européen ancien de la Galerie nationale de Prague. Il s'agit de l'allégorie la plus connue et la plus influente décrivant les principes fondamentaux de la Réforme protestante entreprise par Martin Luther,.

## Histoire du tableau
Les origines du tableau ne sont pas connues, mais il a probablement été commandé pour une église du nord de la Bohême. À la fin du XVIIIe siècle, il était la propriété des seigneurs de Vrbno, d'où il est entré dans la collection du comte Johann Nepomuk von Nostitz-Rieneck (en). Entre 1814 et 1922, il a été prêté à la pinacothèque de la Société des amis patriotes de l'art. En 1922, le tableau a été rendu à ses propriétaires et en 1950, il a été acquis par la Galerie nationale de Prague.
La copie du tableau provient également de la propriété des seigneurs de Vrbno. En 1800, il a été prêté à la Galerie nationale de Prague par Marie Anna Thun, née Kolowrat-Liebsteinsky.

## Description
Huile sur panneau de tilleul, ses dimensions de 72 × 88,5 cm sont dues au fait que les côtés et la partie inférieure du tableau original ont été coupés avant 1815. La partie inférieure manquante contenait des textes et survit dans la copie du tableau qui se trouve également dans la collection de la Galerie nationale de Prague. La réflectographie infrarouge a révélé un sous-dessin exécuté à main levée avec de nombreux petits détails déterminant la physionomie des personnages. La peinture s'en tient au dessin et ne précise qu'occasionnellement la forme.
L'examen par réflectographie infrarouge de la copie de l'image originale mesurant 87 × 88,5 cm, dont la composition visuelle est identique à l'original mais qui conserve les textes, a révélé une grille quadrillée qui a été utilisée pour sa réalisation. Le pigment utilisé et le style de peinture correspondent à une date d'origine autour du milieu du XVIe siècle. Les textes en allemand identifient précisément les différentes figures et scènes, en expliquant leur signification. L'image est donc un moyen important d'interpréter l'enseignement de Luther sur la « justification par la foi ».

## Interprétation
Le tableau est divisé symétriquement en deux moitiés par l'arbre de la connaissance du bien et du mal dont les branches sont sèches à gauche et vertes à droite. La moitié gauche représente les histoires de l'Ancien Testament : Moïse agenouillé recevant les tablettes des dix commandements sur le mont Sinaï ; Adam et Ève sous l'arbre de la connaissance ; le camp des Israélites qui ont défié Dieu et meurent après avoir été mordus par des serpents venimeux ; un poteau avec le serpent dressé dans le désert — le serpent de bronze qui protégeait ceux qui le regardaient ; et une tombe ouverte avec un mort comme symbole de la mort.
L'homme nu assis au milieu sous l'arbre, le corps du côté du péché (la Loi) et la tête tournée du côté de la Grâce, se fait parler depuis la gauche par le prophète Isaïe de l'Ancien Testament, qui montre du doigt le Rédempteur crucifié dans l'autre moitié de la scène représentant les symboles de la Miséricorde divine. Jean le Baptiste, qui se tourne vers l'homme de la partie droite de l'image, montre l'Agnus Dei avec un drapeau héraldique — le symbole du salut.
Sur le côté droit, des scènes du Nouveau Testament sont représentées : la Crucifixion et l'Agneau de Dieu ; Marie sur le Mont Sion symbolisant les fidèles qui se soumettent docilement et humblement à la volonté de Dieu ; le Christ incarné avec la croix volant depuis un chœur d'anges à Marie ; et l'Annonciation aux bergers en arrière-plan. Au premier plan se trouve Jésus ressuscité, qui écrase sous ses pieds le serpent et un squelette humain, symboles respectivement du diable et de la mort.
Dans son ouvrage De Servo Arbitrio (1525), Martin Luther fonde ses idées sur la lettre de Paul aux Romains et explique plus précisément son concept. Également influencée par Philippe Melanchthon, l'interprétation visuelle de l'enseignement de Luther par Cranach date de la période postérieure à 1528. Elle explique la différence entre le catholicisme (fondé sur l'Ancien Testament) et le protestantisme (fondé sur la croyance en la Miséricorde divine). Après la publication de la Confession d'Augsbourg de Melanchton (1530), le tableau symbolise donc une image très actuelle de l'Église à la croisée des chemins.
Cranach a produit plusieurs compositions sur le thème de la « Loi et de la Miséricorde » qui respectent la disposition de deux moitiés représentant l'Ancien et le Nouveau Testament. Dans leurs détails, cependant, elles diffèrent sensiblement. La première représentation similaire est l'illustration de Cranach pour la page de titre de l'ouvrage de Luther, Auslegung der Evangelien vom Advent bis cum Ostern (« Interprétation des évangiles de l'Avent au cum Pâques », 1528, Wittenberg) qui correspond à l'image de Prague, qui est l'un des deux types anciens conservés.
La deuxième des premières versions (« le type Gotha », 1529) appartient à la Fondation du château de Friedenstein de Gotha (Stiftung Schloss Friedenstein Gotha). Elle se distingue de la version de Prague surtout par la manière dont les deux scènes sont séparées l'une de l'autre, rappelant ainsi les deux côtés d'un livre ouvert.
Le côté gauche représente le Christ, maître de la sphère et de la justice du Jugement dernier, avec des rangées de suppliants des deux côtés. En bas, sur la Terre, un homme nu et sans défense (Adam), poursuivi par la mort et le diable, fuit vers l'enfer brûlant avec ses têtes de pécheurs. Moïse, entouré de prophètes, pointe strictement un doigt sur les pages des Dix Commandements et confirme l'inéluctabilité de son destin.
Dans la partie droite, Jean le Baptiste désigne le Christ nu sur la croix comme le Sauveur (selon les termes de l'Évangile de Jean (1,29) : « Voici l'Agneau de Dieu qui enlève le péché du monde »). Le sang du côté du Christ, qui apporte le salut et se mêle à la colombe de l'Esprit Saint, jaillit sur la tête de l'homme (concept de lavage des péchés de l'homme par l'Esprit Saint, similaire à la célébration de l'Eucharistie et du baptême). L'Agneau de Dieu se tient au-dessus du diable et de la mort. Le Christ ressuscité se dresse au-dessus de la grotte au tombeau vide. Dans une autre version (Nuremberg, 1529), l'Agneau se tient au milieu et le Christ ressuscité triomphe de la mort.
Quatre scènes sur les panneaux du retable de l'église Saint Wolfgang à Schneeberg (1532-1539) ont une composition similaire. Ce retable est accompagné d'une prédelle représentant la Cène dans laquelle les apôtres reçoivent le sang du Christ sous forme de vin. La version actualisée de la composition originale, à laquelle Lucas Cranach le Jeune a également travaillé, inclut également le pape parmi les pécheurs dans les flammes de l'enfer. Selon la chronique de la ville de Jáchymov, un retable réalisé dans l'atelier de Cranach représentait parmi les apôtres Cranach l'Ancien et Cranach le Jeune, Martin Luther et Frédéric le Sage, électeur de Saxe. Luther et Melanchton sont également représentés comme des apôtres sur le retable de l'église du château de Dessau (1565) et Cranach le Jeune leur apporte du vin.

## Versions

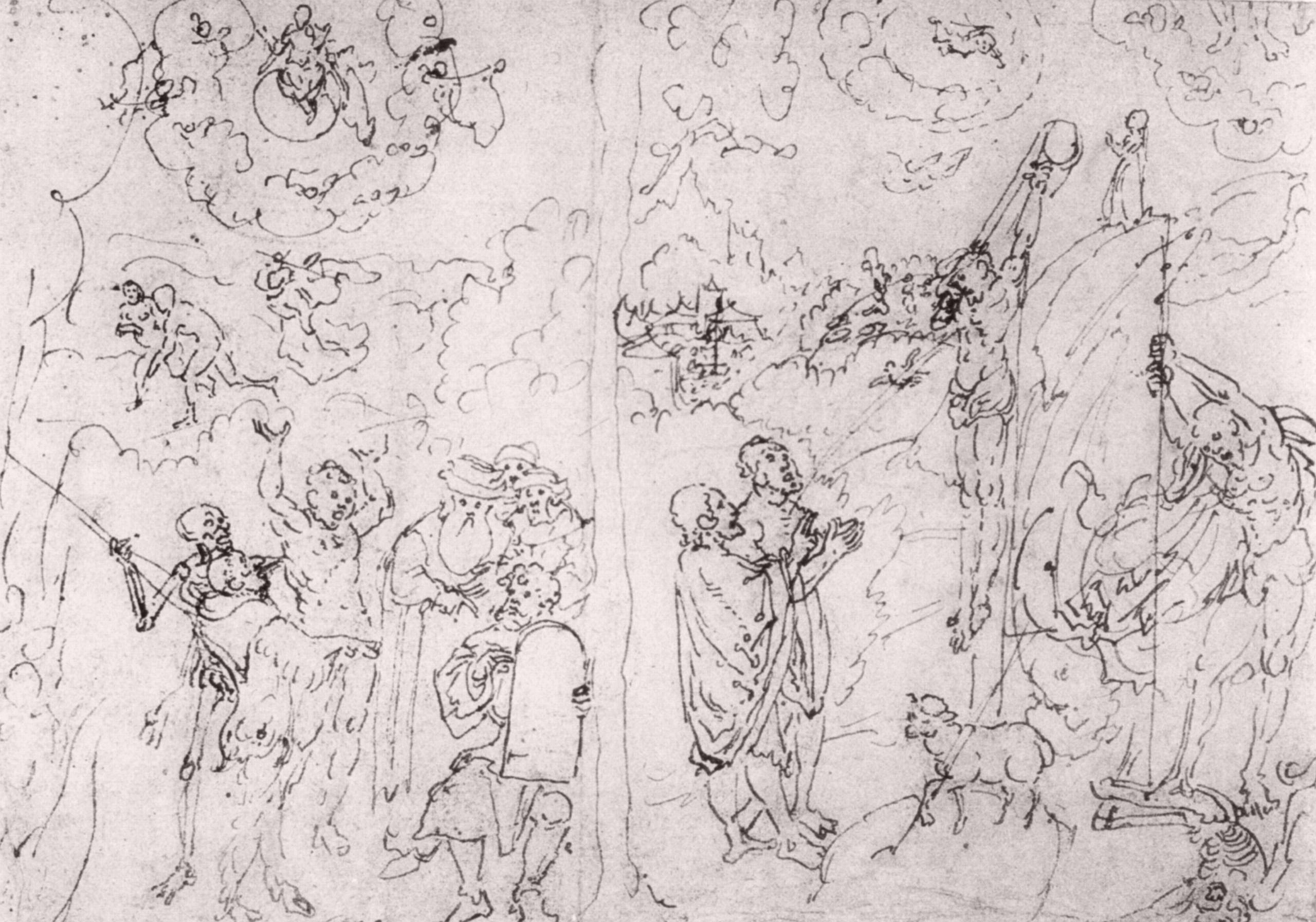
Loi et Grâce, dessin de Lucas Cranach l'Ancien (1529).
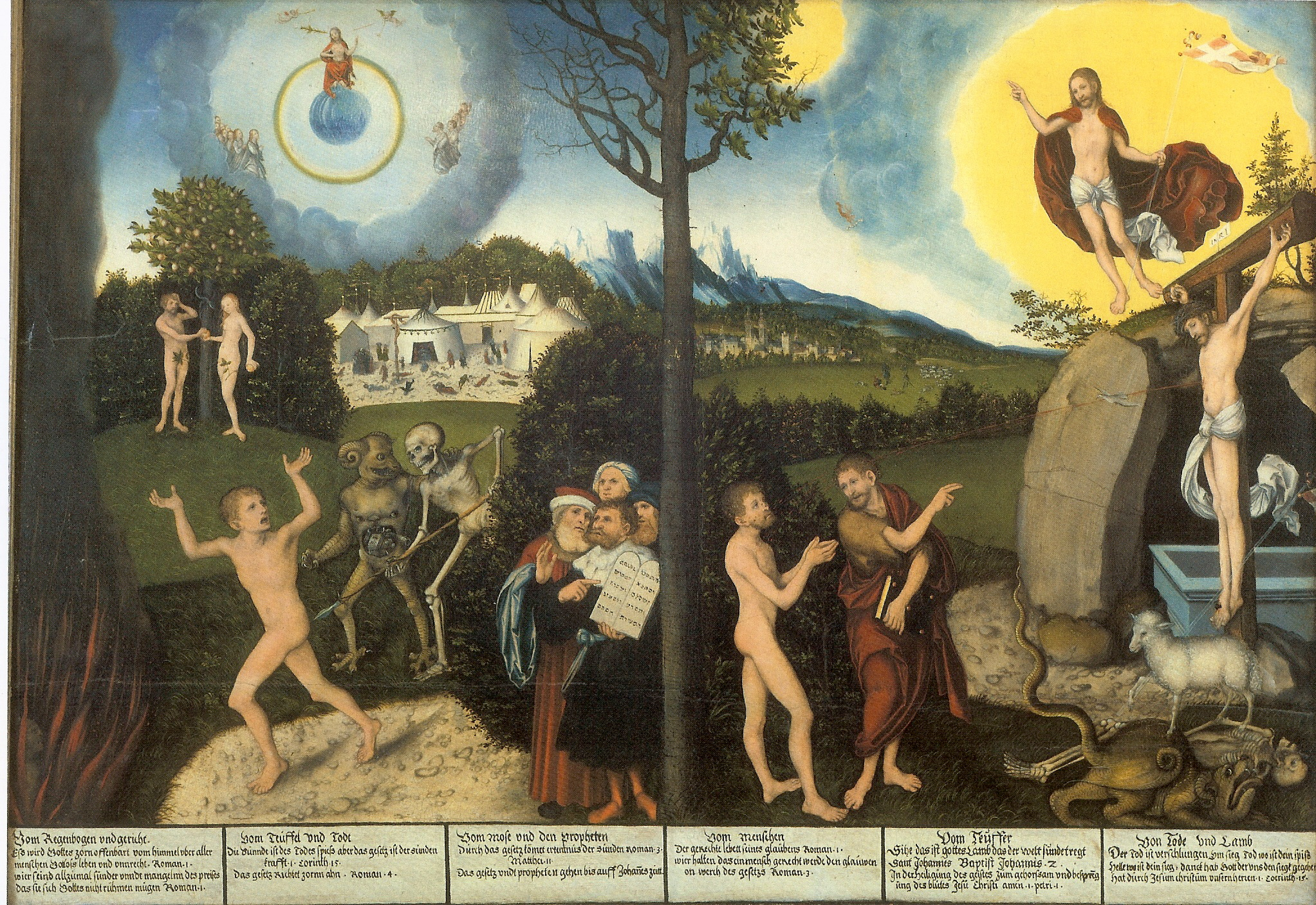
Loi et Évangile (1929), peinture de Lucas Cranach l'Ancien (Musée ducal de Gotha, Gotha).
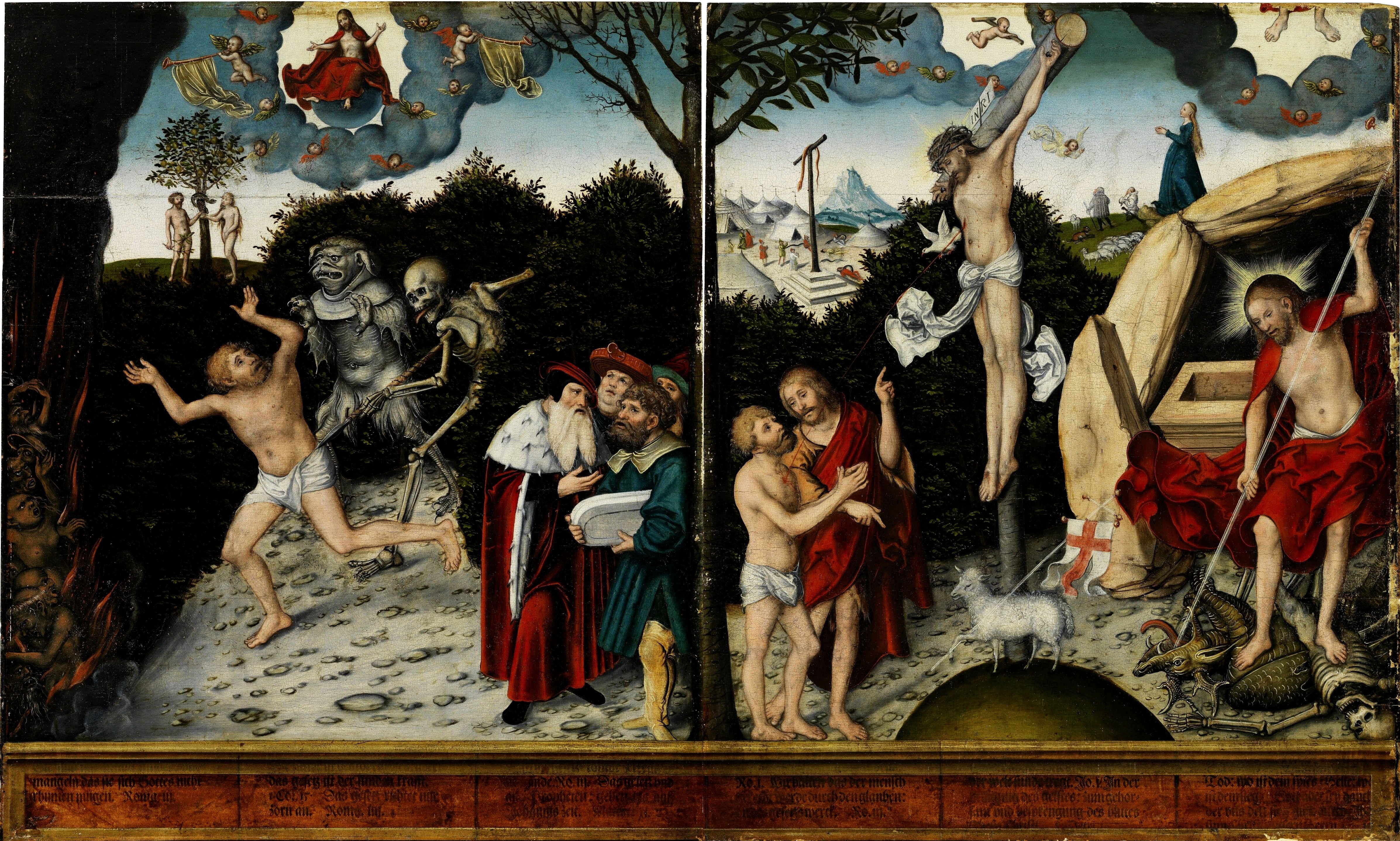
Loi et Grâce (1929), peinture de Lucas Cranach l'Ancien (Germanisches Nationalmuseum, Nuremberg).
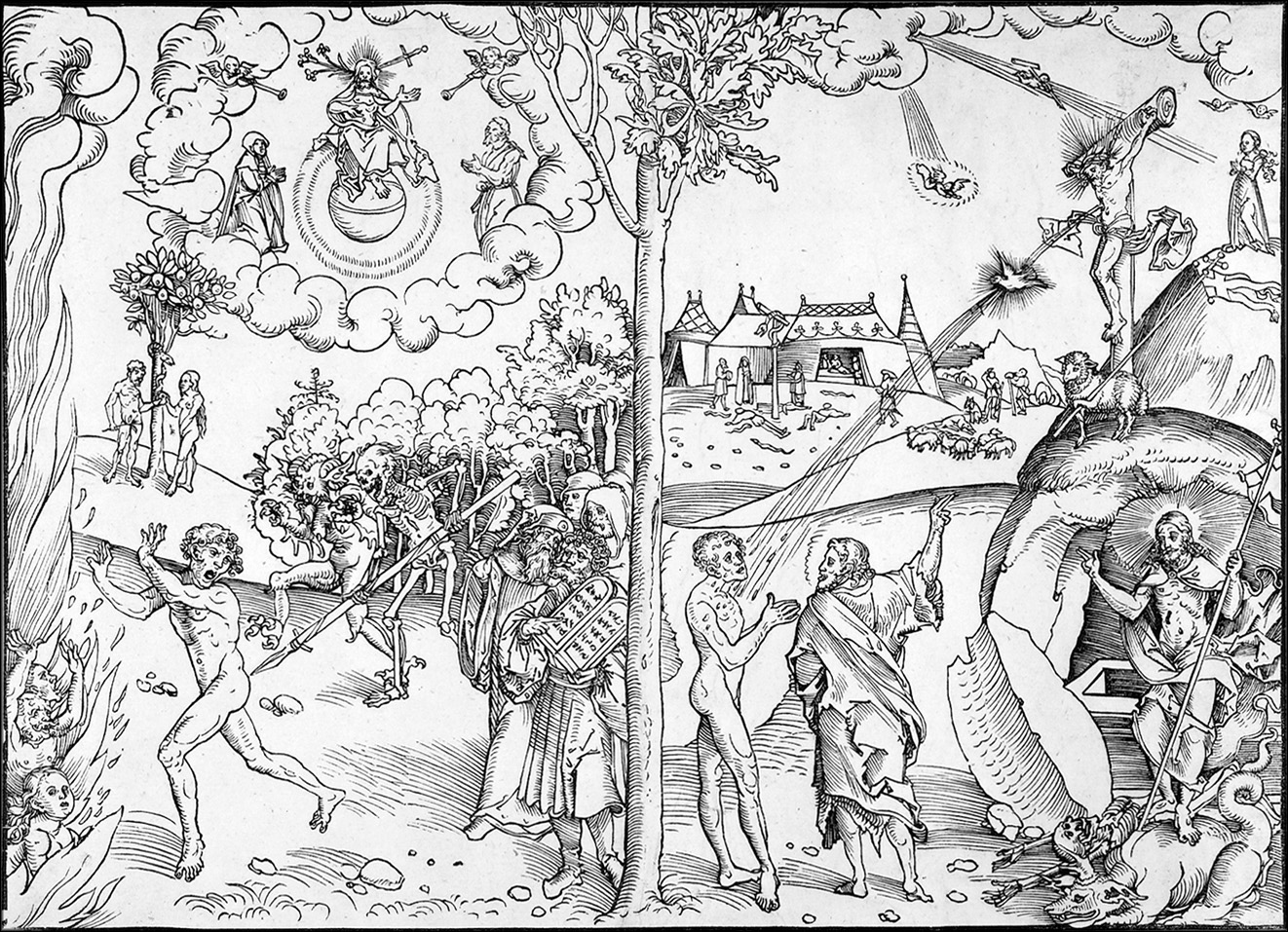
Loi et Grâce, gravure sur bois de Lucas Cranach l'Ancien (1529-1530).
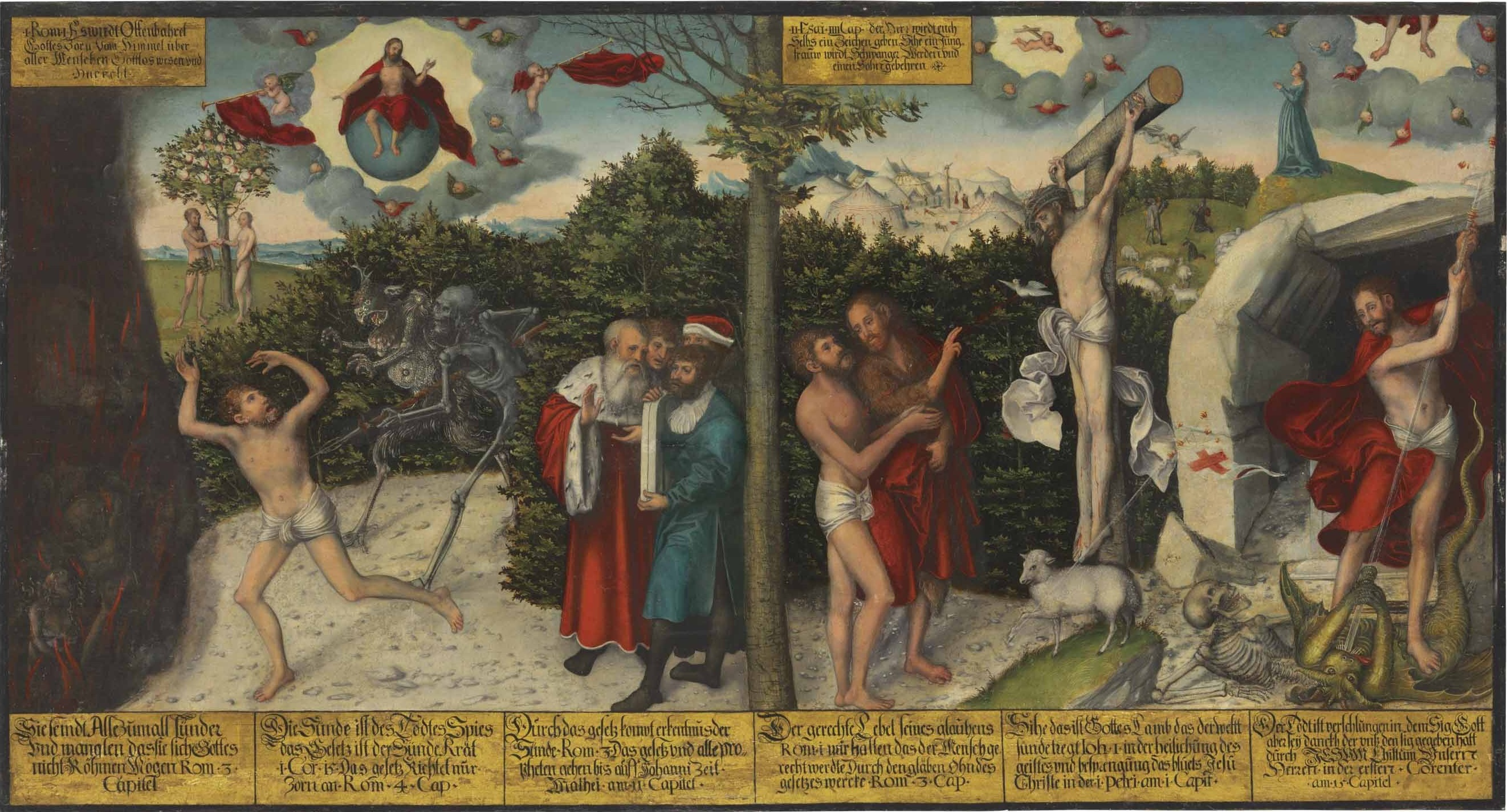
Damnation et rédemption (1536), peinture de Lucas Cranach l'Ancien et Lucas Cranach le Jeune (coll. priv.).
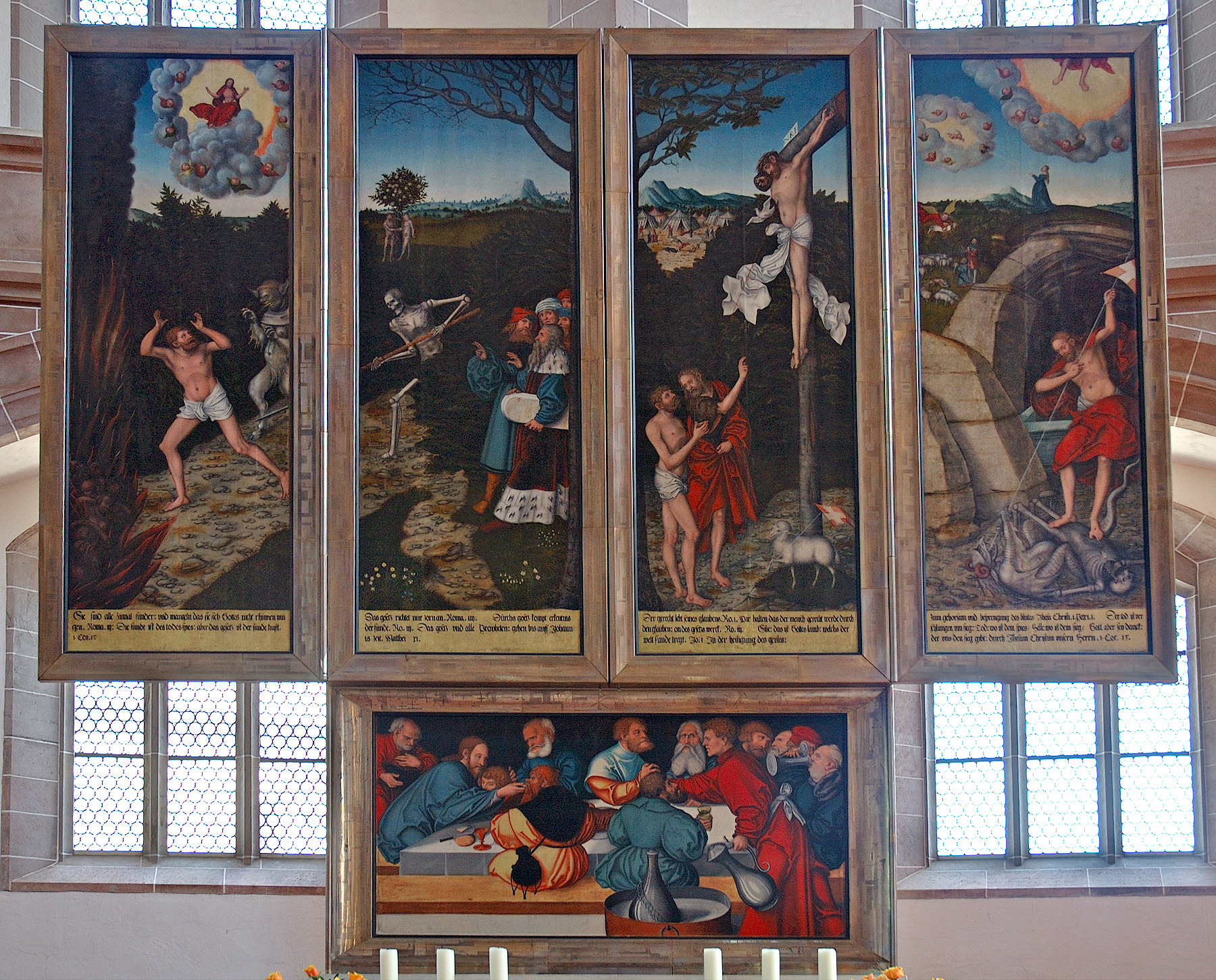
Retable de Schneeberg (1532-1539), de Lucas Cranach l'Ancien, dans l'église Saint-Wolfgang de Salzkammergut (de).
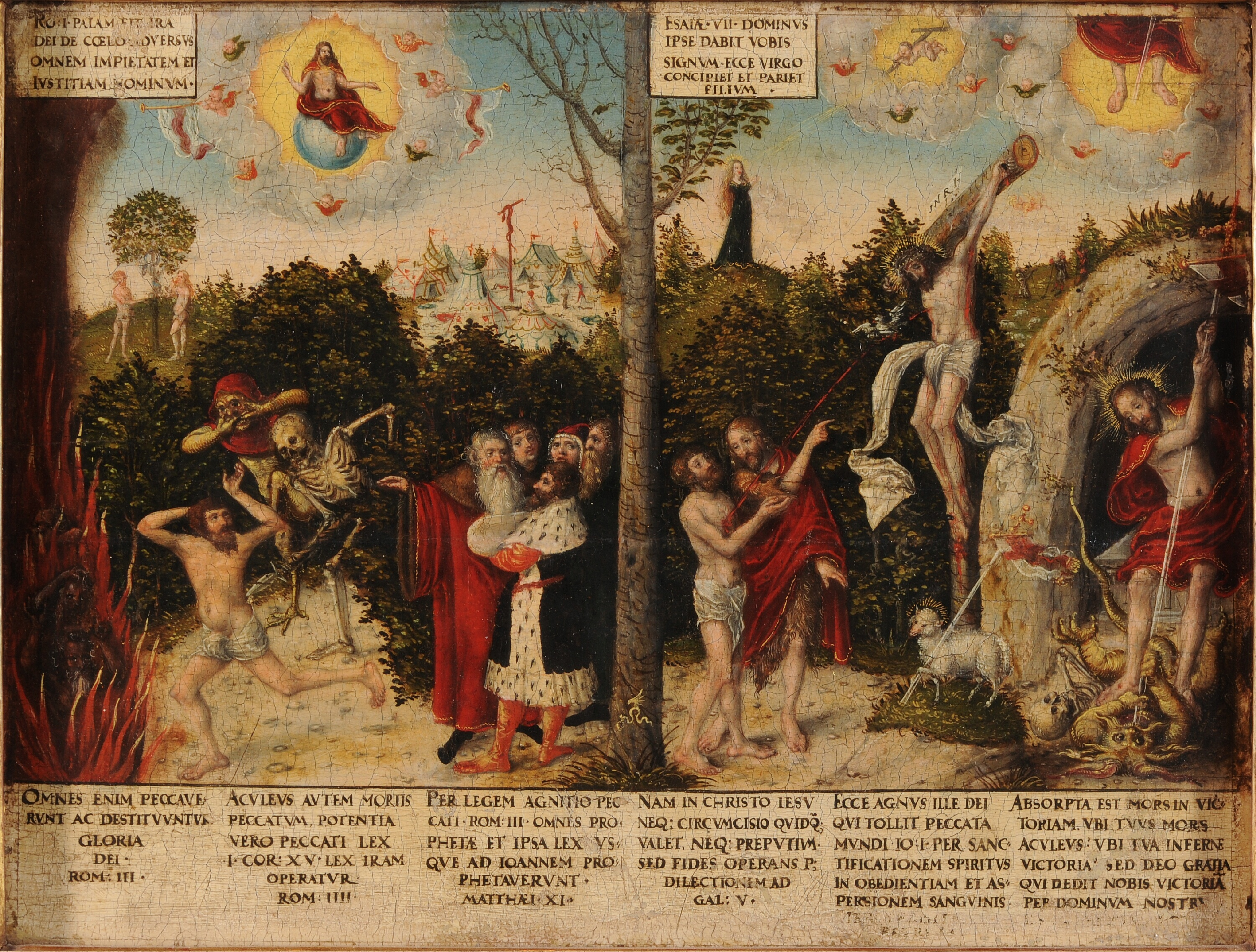
Loi et Grâce (c. 1550), peinture de Lucas Cranach l'Ancien et Lucas Cranach le Jeune (maison de Luther).